# Diclorofenol-indofenol
2,6-Diclorofenol-indofenol (DCPIP, DCIP ou DPIP nas siglas em língua inglesa para Di Chloro Phenol Indo Phenol) é um composto químico usado como corante redox. Quando oxidado, DCPIP é azul com absorção máxima a 600nm; quando reduzido, DCPIP é incolor.

## Estrutura

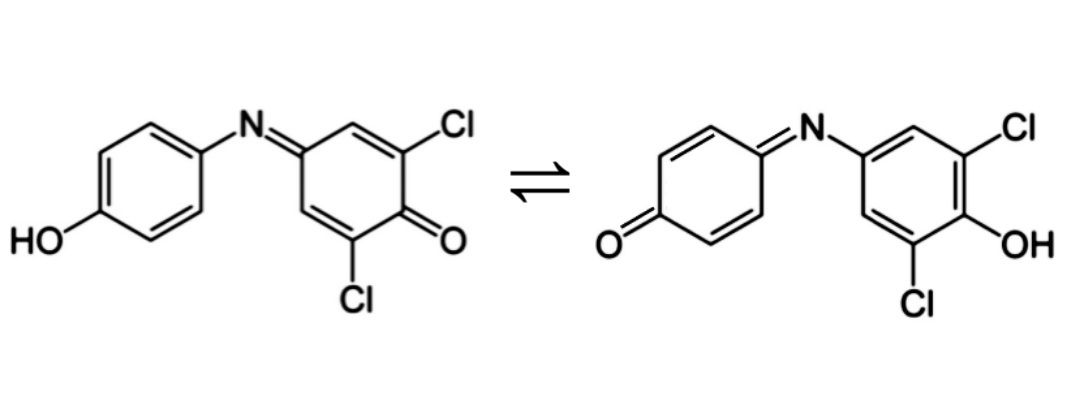
Formas tautoméricas do diclorofenol-indofenol.

O diclorofenol-indofenol é um derivado clorado do indofenol, contendo dois átomos de cloro ligados a um dos anéis da estrutura em posições orto (2 e/ou 6) em relação aos átomos de oxigênio. É formado por dois anéis hexagonais de átomos de carbono ligados a um átomo de nitrogênio (que está na forma de uma imina), sendo um desses anéis um anel benzênico e o outro um anel quinoide, ambos possuindo átomos de oxigênio ligados em posições para (posição 4), diametralmente opostos ao átomo de nitrogênio. Um desses oxigênios, o do anel quinoide, liga-se por ligação dupla ao carbono 4 do anel, enquanto o outro, ligado ao carbono 4 do anel benzênico, está presente na forma de um grupo -OH, constituindo um grupo fenol.
O DCPIP existe na forma de dois tautômeros interconversíveis: em um deles, os dois cloros estão ligados ao anel benzênico, e no outro, ao anel quinoide. O composto possui um leve caráter ácido, e uma vez desprotonado, o ânion resultante é estabilizado por ressonância, de forma que desaparece a diferença entre os dois tautômeros: o anel benzênico e o quinoide se misturam no híbrido de ressonância, adquirindo um caráter intermediário entre os dois tipos. Isso ajuda a deslocalizar a carga negativa por toda a estrutura, o que acentua seu caráter ácido. Esse ânion apresenta uma cor azul, enquanto a forma protonada é rosa pálida. O composto é disponível comercialmente como seu sal de sódio.
DCPIP é um agente oxidante suave que tende a receber dois elétrons, uma característica proveniente das propriedades do anel quinoide, impulsionada pela sua tendência à aromatização para formar um anel benzênico. Essa propriedade se torna mais acentuada em meio ácido, uma vez que a forma protonada carece do híbrido de ressonância entre os dois tipos de anéis, o que individualiza o anel quinoide e facilita sua redução.

## Aplicações
O DCPIP pode ser usado para medir a taxa de fotossíntese. Ele faz parte da família de reagentes de Hill. Quando exposto à luz em um sistema fotossintético, o corante é descolorido por redução química. O DCPIP tem uma afinidade maior por elétrons do que a ferredoxina, e a cadeia transportadora de elétrons fotossintética pode reduzir o DCPIP como um substituto para o NADP+, que normalmente é o transportador de elétrons final na fotossíntese. À medida que o DCPIP é reduzido e se torna incolor, o aumento resultante na transmitância de luz pode ser medido usando um espectrofotômetro.
O DCPIP também pode ser usado como um indicador para vitamina C. Se a vitamina C, que é um bom agente redutor, estiver presente, o corante azul, que se torna rosa em condições ácidas, é reduzido a um composto incolor pelo ácido ascórbico. Esta reação é uma reação redox: a vitamina C (ácido ascórbico) é oxidada a ácido deidroascórbico, e o DCPIP é reduzido ao composto incolor DCPIPH
2
.
DCPIP (azul) + H+    →    DCPIPH (rosa)
DCPIPH (rosa) + vitamina C →  DCPIPH2 (incolor)
Nesta titulação, quando todo o ácido ascórbico na solução tiver sido usado, não haverá elétrons disponíveis para reduzir o DCPIPH e a solução permanecerá rosa devido ao DCPIPH. O ponto final é uma cor rosa que persiste por 10 segundos ou mais, se não houver ácido ascórbico suficiente para reduzir todo o DCPIPH. Experimentos farmacológicos sugerem que o DCPIP pode servir como um quimioterápico pró-oxidante direcionado a células cancerígenas humanas em um modelo animal de melanoma humano; a morte de células cancerígenas induzida por DCPIP ocorre pela depleção de glutationa intracelular e regulação positiva do estresse oxidativo.